# Borsodivánka
Borsodivánka é um município da Hungria, situado no condado de Borsod-Abaúj-Zemplén. Tem 15,89 km² de área e sua população em 2015 foi estimada em 708 habitantes.